# アラキドン酸-12-リポキシゲナーゼ
アラキドン酸-12-リポキシゲナーゼ（arachidonate 12-lipoxygenase）は、アラキドン酸代謝酵素の一つで、次の化学反応を触媒する酸化還元酵素である。
アラキドン酸 + O2 {\displaystyle \rightleftharpoons } (5Z,8Z,10E,14Z)-(12S)-12-ヒドロペルオキシイコサ-5,8,10,14-テトラエン酸
反応式の通り、この酵素の基質はアラキドン酸とO2、生成物は(5Z,8Z,10E,14Z)-(12S)-12-ヒドロペルオキシイコサ-5,8,10,14-テトラエン酸である。
組織名はarachidonate:oxygen 12-oxidoreductaseで、別名にδ12-lipoxygenase、12-lipoxygenase、12δ-lipoxygenase、C-12 lipoxygenase、12S-lipoxygenase、leukotriene A4 synthase、LTA4 synthaseがある。